# ثيو ويلسون
ثيو ويلسون (بالإنجليزية: Theo Wilson)‏ هي صحفية أمريكية، ولدت في 22 مايو 1917 في بروكلين في الولايات المتحدة، وتوفيت في 17 يناير 1997 في لوس أنجلوس في الولايات المتحدة.